# Образ уз образ
Образ уз образ је југословенска телевизијска серија снимана од 1972.  до 1974. године у продукцији Телевизије Београд.

## Улоге
| Глумац                  | Улога                       |
| ----------------------- | --------------------------- |
| Милена Дравић           | Милена (13 еп. 1972-1974)   |
| Драган Николић          | Драган (13 еп. 1972-1974)   |
| Драгомир Станојевић     | (5 еп. 1972-1974)           |
| Лео Мартин              | Лео (4 еп. 1972-1973)       |
| Здравко Чолић           | Здравко (3 еп. 1972-1973)   |
| Мики Јевремовић         | Мики (3 еп. 1972-1973)      |
| Нада Кнежевић           | Нада (3 еп. 1972-1973)      |
| Корнелије Ковач         | Корнелије (3 еп. 1972-1973) |
| Миодраг Петровић Чкаља  | Чкаља (3 еп. 1972-1973)     |
| Бисера Велетанлић       | Бисера (3 еп. 1972-1973)    |
| Сенка Велетанлић        | Сенка (3 еп. 1972-1973)     |
| Драган Никитовић        | Драган (3 еп. 1973-1974)    |
| Мија Алексић            | Мија (2 еп. 1972-1973)      |
| Јелисавета Сека Саблић  | Сека (2 еп. 1972-1973)      |
| Радојка Шверко          | Радојка (2 еп. 1972-1973)   |
| Љубивоје Ршумовић       | Ршум (2 еп. 1972)           |
| Крунослав Кићо Слабинац | Кићо (2 еп. 1972)           |
| Драган Мијалковски      | Драган (2 еп. 1973-1974)    |
| Јосипа Лисац            | Јосипа (2 еп. 1973)         |

 Остале улоге  ▼
| Глумац                     | Улога                  |
| -------------------------- | ---------------------- |
| Душан Прелевић             | Преле (2 еп. 1973)     |
| Зоран Радмиловић           | Зоран (2 еп. 1973)     |
| Властимир Ђуза Стојиљковић | Ђуза (2 еп. 1973)      |
| Драган Зарић               | Заре (2 еп. 1973)      |
| Златко Голубовић           | Златко (1 еп. 1972)    |
| Јован Јанићијевић Бурдуш   | Јанаћко (1 еп. 1972)   |
| Небојша Кунић              | (1 еп. 1972)           |
| Антон Марти                | Антон (1 еп. 1972)     |
| Чедомир Петровић           | Чеда (1 еп. 1972)      |
| Јован Радовановић          | Јова (1 еп. 1972)      |
| Зарије Раковић             | (1 еп. 1972)           |
| Љубиша Самарџић            | Смоки (1 еп. 1972)     |
| Слободан Сантрач           | Слободан (1 еп. 1972)  |
| Живан Сарамандић           | Живан (1 еп. 1972)     |
| Душанка Сифниос            | Душанка (1 еп. 1972)   |
| Боба Стефановић            | Боба (1 еп. 1972)      |
| Милка Стојановић           | Милка (1 еп. 1972)     |
| Данило Бата Стојковић      | Бата (1 еп. 1972)      |
| Љубиша Стошић              | (1 еп. 1972)           |
| Жак Тати                   | Жак (1 еп. 1972)       |
| Бранислав Тодоровић        | (1 еп. 1972)           |
| Дадо Топић                 | Дадо (1 еп. 1972)      |
| Неда Украден               | Неда (1 еп. 1972)      |
| Милутин Васовић            | (1 еп. 1972)           |
| Драгослав Адамовић         | Жира (1 еп. 1973)      |
| Неда Арнерић               | Неда (1 еп. 1973)      |
| Драган Бабић               | Драган (1 еп. 1973)    |
| Милка Бабовић              | Милка (1 еп. 1973)     |
| Драгутин Балабан           | Бајка (1 еп. 1973)     |
| Мира Бањац                 | Мира (1 еп. 1973)      |
| Реља Башић                 | Реља (1 еп. 1973)      |
| Марија Бакса               | Марија (1 еп. 1973)    |
| Светомир Белић             | Светомир (1 еп. 1973)  |
| Марјан Бенес               | Марјан (1 еп. 1973)    |
| Ђурђа Бједов               | Ђурђа (1 еп. 1973)     |
| Драгомир Бојанић Гидра     | Гидра (1 еп. 1973)     |
| Светлана Бојковић          | Цеца (1 еп. 1973)      |
| Олга Божићковић            | Олга (1 еп. 1973)      |
| Далибор Брун               | Далибор (1 еп. 1973)   |
| Арсен Дедић;               | Арсен (1 еп. 1973)     |
| Вишња Ђорђевић             | Вишња (1 еп. 1973)     |
| Борис Дворник              | Борис (1 еп. 1973)     |
| Стјепан Џими Станић        | Џими (1 еп. 1973)      |
| Добрица Ерић               | Добрица (1 еп. 1973)   |
| Светозар Глигорић          | Светозар (1 еп. 1973)  |
| Милан Лане Гутовић         | Лане (1 еп. 1973)      |
| Дитка Хаберл               | Дитка (1 еп. 1973)     |
| Зафир Хаџиманов            | Зафир (1 еп. 1973)     |
| Алија Хафизовић            | Алија (1 еп. 1973)     |
| Азра Халиловић             | Азра (1 еп. 1973)      |
| Олга Ивановић              | Олга (1 еп. 1973)      |
| Душан Јакшић               | Душко (1 еп. 1973)     |
| Љубо Јелчић                | Љубо (1 еп. 1973)      |
| Ђело Јусић                 | Ђело (1 еп. 1973)      |
| Душанка Калањ              | Душанка (1 еп. 1973)   |
| Радмила Караклајић         | Радмила (1 еп. 1973)   |
| Станислав Караси           | Стане (1 еп. 1973)     |
| Тереза Кесовија            | Тереза (1 еп. 1973)    |
| Лидија Кодрич              | Лидија (1 еп. 1973)    |
| Јосип Ковач                | Јосип (1 еп. 1973)     |
| Михајло Бата Ковач         | Михајло (1 еп. 1973)   |
| Петар Краљ                 | Петар (1 еп. 1973)     |
| Санда Лангерхолц           | Санда (1 еп. 1973)     |
| Љиљана Лашић               | Љиља (1 еп. 1973)      |
| Гина Лолобриђида           | Ђина (1 еп. 1973)      |
| Ђорђе Марјановић           | Ђорђе (1 еп. 1973)     |
| Оливера Марковић           | Оливера (1 еп. 1973)   |
| Раде Марковић              | Раде (1 еп. 1973)      |
| Владимир Марковић          | Влада (1 еп. 1973)     |
| Љубомир Михаиловић         | Љубомир (1 еп. 1973)   |
| Оливер Млакар              | Оливер (1 еп. 1973)    |
| Драган Орловић             | Драган (1 еп. 1973)    |
| Мића Орловић               | Мића (1 еп. 1973)      |
| Мате Парлов                | Мате (1 еп. 1973)      |
| Димитрије Пекић            | Димитрије (1 еп. 1973) |
| Слободан Цица Перовић      | Цица (1 еп. 1973)      |
| Станислава Пешић           | Сташа (1 еп. 1973)     |
| Зоран Славнић              | Мока (1 еп. 1973)      |
| Ружица Сокић               | Ружица (1 еп. 1973)    |
| Алберто Сорди              | Алберто (1 еп. 1973)   |
| Милан Срдоч                | Милан (1 еп. 1973)     |
| Драган Стојнић             | Драган (1 еп. 1973)    |
| Далиборка Стојшић          | Далиборка (1 еп. 1973) |
| Миливоје Мића Томић        | Мица (1 еп. 1973)      |
| Горан Трифуновић           | Горан (1 еп. 1973)     |
| Хелга Влаховић             | Хелга (1 еп. 1973)     |
| Раде Вућић                 | Раде (1 еп. 1973)      |
| Стефани Вудли              | Стефани (1 еп. 1973)   |
| Звонко Вујин               | Звонко (1 еп. 1973)    |
| Предраг Живковић Тозовац   | Тозовац (1 еп. 1973)   |
| Велимир Бата Живојиновић   | Бата (1 еп. 1973)      |
| Милена Зупанчић            | Милена (1 еп. 1973)    |
| Миро Церар                 | Миро (1 еп. 1974)      |
| Ратко Краљевић             | Ратко (1 еп. 1974)     |
| Здравка Крстуловић         | Здравка (1 еп. 1974)   |
| Ђурђица Милићевић          | Ђурђица (1 еп. 1974)   |
| Раде Шербеџија             | Раде (1 еп. 1974)      |
| Јадранка Стојаковић        | Јадранка (1 еп. 1974)  |

Комплетна ТВ екипа  ▼
| Редитељ                   | Здравко Шотра         | (13 еп. 1972—1974)                         |
| Сценариста                | Милош Николић         | (1 еп. 1972)                               |
| Сценариста                | Бора Ољачић           | (1 еп. 1972)                               |
| Сценариста                | Синиша Павић          | (9 еп. 1972—1974)                          |
| Сценариста                | Предраг Перишић       | (7 еп. 1972—1973)                          |
| Сценариста                | Душан Радовић         | (6 еп. 1972—1973)                          |
| Сценариста                | Љубивоје Ршумовић     | (10 еп. 1972—1973)                         |
| Сценариста                | Милан Шећеровић       | (9 еп. 1972—1974)                          |
| Сценариста                | Миљенко Смоје         | (1 еп. 1973)                               |
| Сценариста                | Здравко Шотра         | (7 еп. 1973—1974)                          |
| Сценариста                | Ненад Ступар          | (1 еп. 1974)                               |
| Композитор                | Војкан Борисављевић   | (12 еп. 1972—1974)                         |
| Композитор                | Корнелије Ковач       | (3 еп. 1972—1973)                          |
| Композитор                | Александар Кораћ      | (1 еп. 1972)                               |
| Композитор                | Борис Бизетић         | (1 еп. 1973)                               |
| Композитор                | Ђело Јусић            | (1 еп. 1973)                               |
| Композитор                | Алфи Кабиљо           | (1 еп. 1973)                               |
| Композитор                | Карло Метикош         | (1 еп. 1973)                               |
| Директор фотографије      | Мирослав Воркапић     | (13 еп. 1972—1974)                         |
| Монтажер                  | Радмила Николић       | (13 еп. 1972—1974)                         |
| Сценограф                 | Борислав Њежић        | (13 еп. 1972—1974)                         |
| Костимограф               | Милорад Игнић         | (13 еп. 1972—1974)                         |
| Менаџер продукције        | Слободан Ђорђевић     | вођа снимања (13 еп. 1972—1974)            |
| Одсек за звук             | Петар Дујић           | микроман (13 еп. 1972—1974)                |
| Одсек за звук             | Влада Дујић           | микроман (13 еп. 1972—1974)                |
| Одсек за звук             | Јово Џабић            | микроман (13 еп. 1972—1974)                |
| Одсек за звук             | Милорад Мартиновић    | тон мајстор (13 еп. 1972—1974)             |
| Одсек за звук             | Душан Станчевић       | тон мајстор (13 еп. 1972—1974)             |
| Одсек за камеру и расвету | Имре Биро             | пратилац камере (13 еп. 1972—1974)         |
| Одсек за камеру и расвету | Јован Чедић           | вођа расвете (13 еп. 1972—1974)            |
| Одсек за камеру и расвету | Милан Худина          | први асистент сниматеља (13 еп. 1972—1974) |
| Одсек за камеру и расвету | Миомир Јанковић       | пратилац камере (13 еп. 1972—1974)         |
| Одсек за камеру и расвету | Константин Јовановић  | вођа расвете (13 еп. 1972—1974)            |
| Одсек за камеру и расвету | Марина Лазаревић      | сниматељ (13 еп. 1972—1974)                |
| Одсек за камеру и расвету | Момчило Лазаревић     | сниматељ (13 еп. 1972—1974)                |
| Одсек за камеру и расвету | Сретен Станојевић     | пратилац камере (13 еп. 1972—1974)         |
| Одсек за костим           | Александар Јоксимовић | (13 еп. 1972—1974)                         |
| Одсек за монтажу          | Зоран Црквењаков      | видео миксер (13 еп. 1972—1974)            |
| Одсек за монтажу          | Иван Пејић            | висион миxер (13 еп. 1972—1974)            |
| Остала екипа              | Гордана Ђелајлија     | секретар режије (13 еп. 1972—1974)         |